# Miguel Torrén
Miguel Ángel Torrén (Villa Constitución, Santa Fe, Argentina, 12 de agosto de 1988) es un futbolista argentino que juega como defensor. Actualmente se desempeña en Bolívar de la Primera División de Bolivia.

## Trayectoria
Hizo su debut con solo 16 años en el equipo principal de Newell's Old Boys donde disputó varios encuentros.
A mediados del 2008 va a préstamo a Cerro Porteño. En ese semestre jugó algunos partidos, demostrando que podía ser útil al equipo dirigido por Pedro Troglio.
En el Apertura 2009 sale campeón del Torneo Apertura con Cerro Porteño siendo un jugador clave junto a Diego Herner en la defensa azulgrana.
En junio del 2009, Newell's Old Boys da a préstamo nuevamente a Cerro Porteño. En ese semestre, el equipo quedó eliminado a pocos minutos del final del partido en la semifinal de la Copa Sudamericana 2009 a manos del Fluminense. Ese encuentro es recordado por los incidentes entre jugadores de Cerro Porteño y Fluminense al finalizar el juego.
En el Apertura 2010 logró el subcampeonato con Cerro Porteño, que perdió el título de manera increíble en las últimas fechas cuando llevaba una ventaja muy amplia. Torren no disputó gran parte de la segunda rueda de dicho torneo debido a un problema familiar (fallecimiento de su hermano). Estuvo en el banco de suplentes en las últimas fechas, pero no ingresó.
Termina nuevamente el préstamo con Cerro Porteño pero el presidente del club decide desprenderse de algunos jugadores extranjeros y empezar a utilizar jugadores de las inferiores. 

### Argentinos Juniors
Al volver a Newell's Old Boys, dueño de su pase y unos a días después llega a un acuerdo con Club Atlético Belgrano donde es presentado pero sin firmar el contrato. Al día siguiente ya no apareció por el club cordobés causando malestar en sus dirigentes y desistiendo del fichaje. La ausencia se dio debido a un llamado de Pedro Troglio quien asumió como DT de Argentinos Juniors y lo quería en el equipo.
Justamente Troglio fue su entrenador en Cerro Porteño y lo llevó al bicho por un año, luego el conjunto de La Paternal compró su pase. En AAJJ vivió tanto momentos buenos como malos. Jugó la Copa Libertadores 2011 y la Copa Sudamericana 2012. A inicios del año 2013 en plena pretemporada sufre una rotura de ligamentos cruzados.
A mitad del 2013 casi fue a préstamo a Gimnasia y Esgrima La Plata a pedido de Pedro Troglio, pero no hubo arreglo entre las partes debido a que no se había recuperado totalmente de la lesión. Apareció en Argentinos Juniors a final de año pero solo jugando en la categoría reserva como capitán.
Ya en el 2014 y recuperado de todo fue un jugador clave para Claudio Borghi quien asumió como DT de Argentinos Juniors. El mal promedio de años anteriores hizo que Argentinos descienda a la segunda categoría. A mitad de ese año y con un nuevo torneo de 30 equipos que se iniciaba en el 2015 tenían la misión de ascender a Argentinos Juniors en 6 meses. Torren fue titular en casi todos los encuentros en el equipo que logró ascender a la Primera División.
El 12 de julio de 2017 se consagra campeón con AAJJ de la Primera B Nacional, siendo una de las figuras del equipo que logró el regreso a la Primera División.
El 11 de febrero de 2019 cumplió 200 partidos defendiendo la camiseta de Argentinos Juniors, siendo el primero en lograrlo en el siglo XXI, colocándose 16° dentro del ranking de los que más apariciones tuvieron con dicha casaca.
El 28 de abril de 2019 anotó su primer gol como profesional. Fue en la victoria 1-0 frente a San Lorenzo en la Copa de la Superliga Argentina

### Unión de Santa Fé
Tras casi 14 años en Argentinos, Torrén llegó a un acuerdo con Unión de Santa Fé para convertirse en nuevo jugador del 'Tatengue' por un año con opción a uno más.

## Selección Juvenil
Disputó el Campeonato Sudamericano Sub-20 de 2007 dirigido por Hugo Tocalli. Jugó 5 partidos y obtuvo el subcampeonato, clasificando así con el sub-20 de Argentina al Mundial Sub-20 de 2007 y fue pre convocado a los Juegos Olímpicos de Pekín 2008.

#### Sudamericano sub-20
| Torneo                      | Sede     | Resultado  | Partidos | Goles |
| --------------------------- | -------- | ---------- | -------- | ----- |
| Sudamericano Sub-20 de 2007 | Paraguay | Subcampeón | 5        | 0     |

## Clubes
| Club                           | País                | Año                 | PJ  | G | Prom.  |
| ------------------------------ | ------------------- | ------------------- | --- | - | ------ |
| Newell's Old Boys              | Argentina           | 2005 - 2008         | 25  | 0 | 0,00   |
| Cerro Porteño                  | Paraguay            | 2008 - 2010         | 57  | 0 | 0,00   |
| Argentinos Juniors             | Argentina           | 2010 - 2023         | 339 | 5 | 0,01   |
| Club Atlético Unión (Santa Fe) | Argentina           | 2024                |     |   |        |
| Club Bolivar                   | Bolivia             | 2025-presente       |     |   |        |
| Total en su carrera            | Total en su carrera | Total en su carrera | 409 | 5 | 0,0078 |

## Palmarés

### Torneos locales
| Título             | Club               | País      | Año  |
| ------------------ | ------------------ | --------- | ---- |
| Torneo Apertura    | Cerro Porteño      | Paraguay  | 2009 |
| Primera B Nacional | Argentinos Juniors | Argentina | 2017 |

### Otros logros
- Subcampeón Campeonato Sudamericano Sub-20 de 2007
- Semifinal con Argentinos Juniors de la Copa Argentina en 2014
- Ascenso a Primera División con Argentinos Juniors de la Primera B Nacional en 2014
- 200 partidos jugando para Argentinos Juniors y el primero en lograrlo en el siglo XXI en 2019
- Semifinal con Argentinos Juniors de la Copa de la Superliga en 2019
- Semifinal con Argentinos Juniors de la Copa Argentina en 2020
- 300 partidos jugando para Argentinos Juniors y el primero en lograrlo en el siglo XXI en 2022